# Haute-Kotto
Pour les articles homonymes, voir Kotto.
La Haute-Kotto est la plus vaste des 20 préfectures de la République centrafricaine. Elle doit son nom à la rivière Kotto, affluent de l'Oubangui, qui la traverse suivant une diagonale nord-ouest, sud-est.
Sa superficie est de 86 650 km2 pour une population de 90 316 habitants. Son chef-lieu est Bria. 

## Situation
La préfecture de Haute-Kotto est située à l'est du pays, elle est frontalière du Soudan et du Soudan du Sud.
| Bamingui-Bangoran | Vakaga      | Darfour du Sud            |
| Ouaka             | Haute-Kotto | Bahr el Ghazal occidental |
| Basse-Kotto       | Mbomou      | Haut-Mbomou               |

## Administration
La Haute-Kotto constitue avec la Bamingui-Bangoran et la Vakaga, la région Fertit, numéro 5 de la République centrafricaine. 

### Sous-préfectures et communes
La Haute-Kotto est divisée en trois sous-préfectures et six communes :
| - Sous-préfecture de Bria : - Samba-Boungou - Daba-Nydou - Daho-Mboutou |  |  | - Sous-préfecture de Ouadda : - Ouadda - Ouandja-Kotto |  |  | - Sous-préfecture de Yalinga : - Yalinga |

Les six communes de la Haute-Kotto sont constituées de 179 villages.
| Sous-préfectures | communes      | superficie (km²) | population (hab. 2015) | villages (nbre 2003) | quartiers (nbre 2003) |
| Bria             | Daba-Nydou    | 4 400,36         | 10 442                 | 53                   | 0                     |
| Bria             | Daho-Mboutou  | 2 065,93         | 7 255                  | 36                   | 0                     |
| Bria             | Samba-Boungou | 9 759,17         | 70 398                 | 53                   | 43                    |
| Ouadda           | Ouadda        | 22 524,84        | 7 388                  | 33                   | 0                     |
| Ouadda           | Ouandja-Kotto | 5 693,21         | 11 846                 | 25                   | 0                     |
| Yalinga          | Yalinga       | 41 385,71        | 6 214                  | 30                   | 0                     |

## Population
La majorité de la population de la Haute-Kotto appartient aux ethnies du groupe banda, tels les Tambago, Togbo, Linda, Ngbougou et Djeto.

## Économie
L'extraction artisanale de diamants alluvionnaires s'étend dans la zone diamantifère qui va du bassin de la rivière Kotto à Yalinga. Cette richesse attire la convoitise de groupes armés qui tentent périodiquement d'en prendre le contrôle.   
La préfecture se situe dans la zone de cultures vivrières à mil et manioc dominants, maïs, courges et haricots. La partie sud-est du territoire se trouve dans la région d'élevage bovin centrée autour de la localité d'Ippy. La pêche fluviale traditionnelle est pratiquée sur la rivière  Kotto, en aval de Bria.